# Alfred Alexander Leitch
Alfred Alexander »Ack-Ack« Leitch, kanadski letalski častnik, vojaški pilot in letalski as, * 5. februar 1894, Killarney, Manitoba, † 31. december 1954.
Stotnik Leitch je v svoji vojaški službi dosegel 7 zračnih zmag.

## Življenjepis
Med prvo svetovno vojno je bil pripadnik 43. in 65. eskadrilje Kraljevega letalskega korpusa.

## Odlikovanja
- Distinguished Flying Cross (DFC)
- Military Cross (MC)